# Elfwald II z Nortumbrii

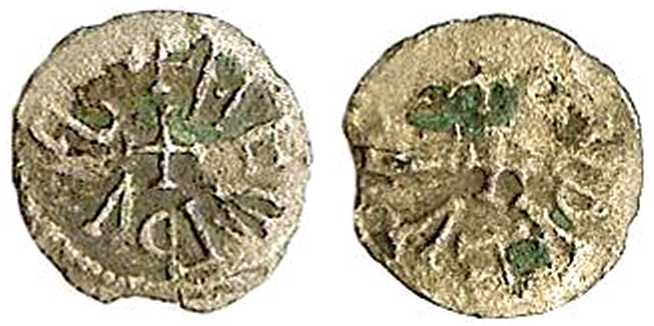
Moneta Elfwalda II

Elfwald II z Nortumbrii, Ælfwald (żył na przełomie VIII i IX wieku) - władca anglosaskiego królestwa Nortumbrii w latach 806-808.
Niewiele wiadomo o Elfwaldzie i jego panowaniu w Nortumbrii. Wspominają o nim dwa średniowieczne dokumenty: anonimowy De primo Saxonum adventu oraz Flores Historiarum Rogera z Wendover.
Z wzmianek tych wynika, iż Elfwald zasiadł na tronie po obaleniu Eardwulfa, do czego prawdopodobnie się przyczynił. Jego rządy trwały zaledwie dwa lata. Po ich upływie został zdetronizowany, a na tronie zasiadł albo Eanred albo jego ojciec Eardwulf (cieszący się poparciem Karola Wielkiego i papieża Leona III).
Doniesienia średniowiecznych kronikarzy potwierdzają odnalezione monety, wybite za panowania Elfwalda i opatrzone jego imieniem.